# 裁きの家
『裁きの家』（さばきのいえ）は、三浦綾子の小説。単行本は集英社（のち集英社文庫）から1970年に出版された。元々この作品はテレビドラマ化を前提として書き著された作品であり、1970年と1973年に二度にわたりテレビドラマ化された。

## 概要
サラリーマンの小田島謙介は地方勤務が長かったが、本社転勤が決まり、兄で大学教授の小田島博史の家の近くの社宅に住むことになった。そして母・クメは謙介と同居したいと言い出す。この謙介と博史の兄弟の二つの家族を中心に、それぞれの家庭に起こる様々な問題と、優子と滝江の二人の主婦の対照的な生き方を軸として、各家庭に巻き起こるエゴイズムと、人は人を裁けることが出来るかといったことをテーマに、清彦・修一・弘二の息子たちの目を通した描き方で書かれた作品。

## テレビドラマ

### 1970年版
テレビドラマ第1作（1970年版）は、1970年4月7日から同年6月30日まで、関西テレビ制作・フジテレビ系列の『あなたの劇場』（火曜22:00 - 22:45）の枠で放送。全13話。モノクロ作品。

#### キャスト
- 小田島優子：小山明子
- 小田島謙介：小山田宗徳 - 優子の夫
- 小田島博史：金子信雄
- 小田島滝江：月丘夢路 - 博史の妻
- 小田島清彦：近藤正臣 - 博史の息子
- 小田島修一：高峰圭二 - 謙介の長男
- 小田島弘二：三ツ矢雄二 - 謙介の次男
- 小田島クメ：岡村文子
- 吉井学：伊丹十三 - 袋物商
- 吉井幸子：菊ひろ子 - 学の妻
- 吉井セキ子：岩村百合子　- 学の姪
- 北野（家庭教師）：諸口旭

#### スタッフ
- 原作：三浦綾子
- 脚本：田井洋子
- 演出：木原絋一
- 制作：関西テレビ

#### サブタイトル
1. 1970年4月7日 「浮気への招待」
2. 1970年4月14日 「断絶家族」
3. 1970年4月21日 「ヌードと教科書」
4. 1970年4月28日 「浮気の相手」
5. 1970年5月5日 「すずらんの花」
6. 1970年5月12日 「岐路に立つ」
7. 1970年5月19日 「女の取引き」
8. 1970年5月26日 「家具のない家」
9. 1970年6月2日 「こわれた水がめ」
10. 1970年6月9日 「めかくしされた女神」
11. 1970年6月16日 「殺意」
12. 1970年6月23日 「愛憎」
13. 1970年6月30日 「和解」

### 1973年版
テレビドラマ第2作（1973年版）は、1973年9月17日から同年11月9日まで、フジテレビ系列の『ライオン奥様劇場』（月曜〜金曜13:00〜13:30）の枠で放送。全40話。テレビ映画。カラー作品。 

#### キャスト
- 小田島優子：三ツ矢歌子
- 小田島謙介：石濱朗
- 小田島滝江：鳳八千代
- 小田島博史：中原成男
- 小田島清彦：直木悠(沼崎悠)
- 小田島修一：武岡淳一
- 小田島弘二：江藤博利
- 小田島クメ：橋本菊子
- 吉井学：勝部演之
- 吉井幸子：三原有美子
- 北野：三井恒
- ナレーター：中江真司

#### スタッフ
- 原作：三浦綾子
- 脚本：田口耕三
- 監督：宮下泰彦、土屋蔵三、浜田紀政
- 音楽：崎出伍一
- 制作：フジテレビ・NMC